# Louis-Théophile-Auguste Demory
Pour les articles homonymes, voir Demory.
Louis-Théophile-Auguste Demory, né le 18 mars 1802 à Arras et mort le 22 février 1872, dans la même ville, est un peintre français.

## Biographie
Louis-Théophile-Auguste Demory naît le 18 mars 1802, de François Guislain Demory, rentier et de Françoise Joseph Praxède Delplanque.
Il est d'abord élève de l'école communale de la ville, puis passe par l'atelier d'Hersent pour revenir dans sa ville natale. Il y est professeur de dessin par état, restaurateur de tableaux par goût, peintre religieux par occasion et sur commande, paysagiste par délassement et quelque peu maître d'armes.
Louis-Théophile-Auguste Demory meurt le 22 février 1872 dans sa ville natale.
Son fils Charles Théophile Demory deviendra également artiste peintre.

## Critique
Alfred Darcel le décrit comme : « fort honnête homme » mais « artiste médiocre au demeurant ».
Dans le Catalogue des tableaux, bas reliefs et statues, il est écrit qu'il a « acquis une supériorité incontestable dans la restauration des tableaux et mérité sa réputation par de nombreux succès ».